# 陈文律
陳文律（1947年2月14日—），男性，京族，越南官員、外交官，2003年至2008年間任越南社會主義共和國駐中華人民共和國大使。
陳文律於1947年2月14日出生。1970年畢業於水利大學後留校任职，1990年在蘇共中央社科院獲得哲學博士學位。曾任越共中央宣教部副部長。
2003年1月10日，陳文律抵達北京，並於当月27日向中国國家主席江澤民遞交國書。